# Leonid Serebrjakov
Leonid Petrovitj Serebrjakov (ryska: Леонид Петрович Серебряков), född 11 juni 1890 i Samara, död 1 februari 1937 i Moskva, var en sovjetisk bolsjevikisk politiker. Han hörde till ledarna inom vänsteroppositionen.

## Biografi
Leonid Serebrjakov gick år 1905 med i bolsjevikpartiet. Efter Lenins död 1924 anslöt han sig till vänsteroppositionen mot Stalin.
I samband med den stora terrorn greps Serebrjakov i augusti 1936 och åtalades vid den andra Moskvarättegången. Serebrjakov dömdes till döden och avrättades genom arkebusering.
Leonid Serebrjakov blev sedermera rehabiliterad.